# Compot
Compotul (din franceză compôte, „amestec”, „mixtură”) este un desert originar din Europa medievală, preparat din fructe întregi, sau bucăți de fructe, fierte în apă cu zahăr și condimente. Poate fi asezonat cu vanilie, coajă de lămâie sau de portocală, scorțișoară, sau alte condimente. Compotul se servește fie cald, fie rece. De asemenea, poate fi conservat pentru o perioadă mai lungă, prin fierbere mai îndelungată în bain-marie, sau prin utilizarea de conservanți.